# Confession of Murder (film, 2017)
Pour les articles homonymes, voir Confession of Murder.
Pour plus de détails, voir Fiche technique et Distribution.
Confession of Murder (22年目の告白―私が殺人犯です―, 22 nenme no Kokuhaku: Watashi ga Satsujinhan desu, littéralement « Confession d'il y a 22 ans, je suis un meurtrier ») est un thriller japonais coécrit et réalisé par Yū Irie, sorti en 2017. Il s'agit du remake du film sud-coréen Confession of Murder de Jeong Byeong-gil.
Il est premier du box-office japonais durant deux semaines après sa sortie.

## Synopsis
En 1995 ont lieu cinq meurtres en série non résolus. Wataru Makimura (Hideaki Itō) est chargé de l’enquête mais tombe dans un piège lors duquel son supérieur est tué. L’affaire reste non résolue.
Vingt-deux ans plus tard, un livre intitulé Watashi ga Satsujinhan desu (« Je suis un meurtrier ») est publié. L’auteur Masato Sonezaki (Tatsuya Fujiwara) affirme être le responsable des 5 meurtres. Séduisant, il apparaît à la conférence de presse de son roman. Il va s’ensuivre un jeu du chat et de la souris entre l’auteur et l’inspecteur car une nouvelle série de meurtres fait peser le doute quant à la véracité des affirmations de l’écrivain.

## Distribution
- Tatsuya Fujiwara : Masato Sonezaki
- Hideaki Itō : Wataru Makimura
- Kaho : Miharu Kishi
- Shūhei Nomura (en) : Takumi Onodera
- Anna Ishibashi : Rika Makimura

## Remarque
Le tueur publie sa confession, vingt-deux ans après les faits, tandis que dans le film sud-coréen, il le faisait quinze ans après, tout simplement car les délais de prescription ne sont pas les mêmes entre les deux pays.